# Tectariaceae
Tectariaceae, porodica papratnjča, dio je reda osladolike. Sastoji se od 3 roda a tipični je tektarija (Tectaria)
Opisana je u Journal of Orissa Botanical Society 8: 41. 1986.

## Rodovi
1. Triplophyllum Holttum (27 spp.)
2. Hypoderris R. Br. (3 spp.)
3. Tectaria Cav. (267 spp.)